# 妖しのセレス
『妖しのセレス』（あやしのセレス）は、渡瀬悠宇による日本の少女漫画作品。また、それを原作にしたテレビアニメ。

## 概要
天女を題材にし、サスペンスやSF要素を織り交ぜたファンタジー漫画。キャッチコピーは「天空お伽草子」。
『少女コミック』（小学館）にて連載された。第43回（平成9年度）小学館漫画賞を受賞している。
単行本は全14巻、文庫版全7巻。なお、派生作品に外伝および続編を描いた小説版がある。
短編漫画「妖しのセレス外伝」は少女コミック2001年18号付録にて掲載され、後に別の作品「ふしぎ遊戯 玄武開伝」の6巻に収録されている。

## あらすじ

### 本編
御景妖は、大財閥である御景家に連なるものの、両親と双子の兄―明と共に、ごく一般的な家庭で普通の女子高生として暮らしていた。が、16歳の誕生日に御景一族の慣例に従い、家族4人で本家の呼び出しに出向いた時から、人生が一変する。一族が揃う中、ミイラの手首を見た途端に妖は変身、明は全身に切り傷が現れたことで、自らが御景家の祖先であり、一族の災いの元になるといわれる天女の力を最も強く引き継ぐ生まれ変わりであると知らされる。災いを恐れる親族一同に、その場で殺されそうになった妖を助けたのは、危機を察した天女の血を引くという女性―梧納涼だった。納涼とその義弟―雄飛に保護された妖は梧家に居候しながら、徐々に自らの先祖である天女―セレスに目覚めていく。やがてセレスと対話するようになった妖は、セレスが追い求める羽衣を探す旅に出発し、同じく天女の子孫である来間千鳥（パラス）や司珠呂（ジュノー）との出会いで、御景一族によるC計画で、各地の天女の子孫達が次々に悲惨な状況に追いやられている現実を知る。
一方、御景財閥では若き統帥―各臣が、記憶喪失の謎の男―十夜を使って、各地の天女の子孫達を招集・実験するC計画を進めていた。また、御景家の始祖の生まれ変わりだと認められ、一族を率いる者として御景家に手厚い庇護を受けるようになった明は、妖を案じつつも、セレスから羽衣を奪い妻とした御景家始祖―ミカギの歪んだ恋心に侵蝕されていき、過酷な運命をたどることになる。

## 登場人物

### 主要人物
御景妖（みかげ あや）
声 - かかずゆみ
本作の主人公。今時の女子高生であり、天女セレスの生まれ変わり。「更科高校の安室奈美恵と呼ばれた女」と自称するカラオケ好きだが、勢いだけの音痴。天真爛漫で天衣無縫な性格。先祖代々保存されていたミイラ化したセレスの手を見せられたことで覚醒し、御景の親戚に命を狙われることとなる。父親は自分を庇い殺され、母親は夫の死に精神的ダメージを受け昏睡状態となり、明さえも前世の関わりによって敵対した。戦いの中で次第に十夜と相思相愛となり、共に御景家と戦っていくことを誓う。セレスによると、満ち溢れた生命力があるらしい。
セレス
声 - 岩男潤子
かつて天から来た天女。羽衣（マナ）を御景から取り返すため、妖の人格となり現れた。依り代である御景家の娘が16歳になるたび覚醒してきたが、御景家によって代々殺されてきた。御景一族を強く憎んでいるが、本来は優しい性格で御景以外の人間には優しい。明が御景一族の始祖ミカギの生まれ変わりと知り、命を狙う。羽衣を奪い、自分を辱め、子を産ませたとしてミカギを恨んでいたが、本心はまた別のところにあった。
十夜（とおや）
声 - 小西克幸
記憶喪失の青年。記憶を取り戻すため御景各臣の元で働いていたが、妖の監視や天女捕獲の命で接触するなかで妖を次第に愛するようになる。赤い髪（地毛）の美青年。
正体は羽衣（マナ）によって作られた特異体質の人間。始祖（ミカギ）が生前、妻（セレス）の羽衣を海へと投げ捨てたのが誕生のきっかけ。海中深くで羽衣が物質や微生物を取り込み、自分を動かす宿主を育んだ結果誕生。無人島に打ち上げられた際、偶然その島に滞在していた老人（神宮寺辰造）が粘膜に包まれた状態で浜辺に漂着していたのを発見し、10日の夜で成人に成長したことから「十夜」と名付けた。辰造と過ごしていた時期に幼き頃の妖と出会う。7年間妖を忘れられず、辰造の死をきっかけに妖に会うため東京に上京し、交通事故に遭って記憶喪失になる。覚えていた言葉が「十夜」と「みかげ（御景）」という言葉のみだったため、御景財閥に近付いた。
梧雄飛（あおぎり ゆうひ）
声 - 伊藤健太郎
納涼の義弟。納涼の指示で、御景家から狙われる妖を護衛することになる。納涼お手製の「天女に服従しまっせベルト」をつけている。料理が得意。菜箸を使って戦闘する。次第に妖を愛するようになるが、十夜の存在により身を引いていく。物語終盤では千鳥の想いを受け止めており、千鳥の死に深く傷ついた。
梧納涼（あおぎり すずみ）
声 - 浅野まゆみ
雄飛の義姉（兄の妻）。日本舞踊家。関西方言を話す黒髪の着物美人。天女の血を引いているため念動能力がある。御景家で覚醒した妖の危険を察知し保護した。夫を亡くしたショックで流産した過去を持ち、亡き夫の残した分家と雄飛を守ることを生きる支えにしている。
小田玖（おだ きゅう）
声 - くじら
梧家の家政婦（?）。オバQに瓜二つ。妖曰く「ホットおじさん似」。かなり世話焼きな性格で、アグレッシブな言動を見せる。どんな乗り物でも操る特技を持つ。顔芸が激しい。自分の亡き夫と十夜は似ているらしい（自称であって実際は似ていない）。
来間千鳥（くるま ちどり）
声 - 川澄綾子
栃木の天女の血を引くCゲノマー。天女名パラス。妖と同じように天女化するとグラマラスな体型に変身し、強い能力を持っている。親を交通事故で早くに亡くし、祖父母の元で弟と一緒に暮らしていた。小柄かつ童顔だが、妖や雄飛と同い年の高校生である（変身後の姿は前述通り体型に加え、年相応の背丈となる）。雄飛に恋しているが、雄飛の妖に対する気持ちを知っているため、二人の仲を取り持とうとした。御景家に祖父母を殺されたあげく拉致された後、救出に来た雄飛を庇い、アッサムに射殺された。
司珠呂（つかさ しゅろ）
声 - 佐々木静香
沖縄の天女の血を引く人気歌手。天女名ジュノー。生まれた時から強力な能力を持ち、男として育てられた。敬とGeSANGを結成するも、ほどなくして敬が薬の拒絶反応にて死亡したため、活動休止を経てソロに転向した。敬には恋心を抱いていた。珠呂自身も徐々に拒絶反応が表れ始め、身体を蝕まれる。最期は妖を救うため、コンサート会場で呪力を使いきり死亡した。
原作ではレギュラーキャラクターだったが、アニメ版では数話しか登場せず妖とは直接面識がない。原作での妖達との出会い編はドラマCD天女の歌声として収録された。

### 御景財閥
御景明（みかげ あき）
声 - 千葉進歩
妖の双子の兄で、天女の血を引く。始祖（＝ミカギ）の生まれ変わり。先祖代々から保存されていたミイラの手を見せられたことで、体中に切り傷が現れ、始祖の生まれ変わりとして御景家から手厚く保護された。その後、異常現象（フラッシュバック）に苦しめられる日々を送る。妹思いの優しい兄だったが、覚醒したことにより前世の人格に支配される。
ミカギ
声 - 三木眞一郎
御景家の始祖で、御景明のもう1つの人格。元はセレスを愛した心優しい人間の青年だったが、セレスに力を与えられたことと、彼女を守ろうとする強い気持ちが引き金となり独裁者へと変貌した。セレスを失うことに怯え、自分を壊すほどに深く彼女を愛するようになった結果、お互いがすれ違って憎み合うようになった。C計画により復元された羽衣を身に付け、前世の姿を取り戻す。
御景各臣（みかげ かがみ）
声 - 杉田智和
御景財閥の次期社長。C計画の責任者であり、妖と明の従兄。幼少時に再婚した母親の連れ子（養子）として御景家に入ったために冷遇され、満足な愛情を得られずに育った。それ故、御影の血は一切引いていない人間であることに劣等感を持つ。御景本家で見つけた天女の写真に心惹かれ、天女（セレス）に強い憧れを持ち、疑似的な母性愛を得たいがために固執する。仕事の裏で、世界から天女の血を引く者達を集めて、能力のある子孫を作ろうとしている。
妖・明の祖父
声 - 納谷六朗
御景家の当主。セレスとして覚醒した妖の命を狙う。始祖の生まれ変わりである明を溺愛するも、覚醒したミカギにより殺害された。
羽山（はやま）
御景家の手下。教師に扮し、浦川をCゲノマーに変貌させていた。最期は浦川と共に炎に包まれ死亡した。

### 前衛部隊（ガーディナル）
アレクサンダー・O・ハウエル
声 - 関智一
20歳。IQ250以上の頭脳を持つ天才。イギリス出身。オペレーター・リーダーで武器開発担当。カタコトの日本語をしゃべる。「～でシ」が口癖。かなりのオタクで、『ときメモ』の詩織の大ファン。御景の本人確認のセンサーに「オバQ」などのアニメキャラクターを入れるなど、各臣を呆れさせているが、信頼は厚い。御景財閥の研究部に属しているが、内心では非道なやり方に反感を抱いている。
小説版「Episode of Miku」では、御景家の事件後、天女の凍結受精卵を破棄するものの、生きたいと力強く感じた3つの凍結受精卵は破棄できなかった。
偉飛麗（ウェイ フェイリー）
声 - 遠近孝一
18歳。中国出身。十夜が退いた後の、明の直属の護衛者。十夜に左目を傷つけられ、十夜に強い復讐心を抱いている。
小説版「Episode of Aki」にて自身の家族について語られている。
リューリク・レーベジエフ
27歳。ロシア出身。生物化学（バイオテクノロジー）担当でアレクの補佐。病気で妻を亡くしている。
アッサム・バクティ
インドネシア出身。一流の暗殺者。ゲリラに拾われ、殺人術を身に付ける。誤って千鳥を射殺した。
グラディス・スミソン
声 - 永島由子
覚醒したCゲノマーたちの能力開発および養育担当。ミカギからセレスをかばい死亡した。最期まで理想が叶うことを願っていた。

### Cゲノマー
浦川由貴（うらかわ ゆき）
声 - 木村亜希子
炎を扱うCゲノマー。気弱で鈍臭いため、周囲からいじめを受けていた。手先が器用であり、縫い物が得意。御景の手下である羽山に騙され薬を服用し、次第に暴走。最期は羽山とともに炎に包まれ死亡した。
司敬（つかさ けい）
珠呂の1歳上の従兄。人気歌手。珠呂とGeSANGを結成。珠呂よりも先にCゲノマーとして覚醒するものの、薬が不適合だったため死亡。
広部真矢（ひろべ まや）
宮城で出会ったCゲノマー。犬（マモル）を飼っている。無意識のうちに呪力で現れた白犬に嫌いな人を襲わせていた。
アニメ版では未登場。
佐原美緒里（さはら みおり）
声 - 矢島晶子
妖の宿敵。Cゲノマーとして覚醒。セレスと同じ外見に変身でき、呪力も強い。妖たちのいとこだが、母親が駆け落ち同然で婚約したため、両親共に実家からは縁を切られている。父親は幼い頃に死亡し、母親は妖の儀式に巻き込まれて死亡した。そのため妖を憎んでおり、御景と協力関係を結んだ。彼女への復讐の1つとして偽りの記憶を与えた十夜を自分の恋人にしたものの失敗。最期は「妖への復讐を果たす」という名目により、彼女の目の前で自害した。

### その他の登場人物
久間翔太（くるま しょうた）
声 - 荒木香恵
千鳥の弟。将来の夢はパイロット。事故が原因で歩けなかった。始祖に拉致されるが、十夜によって助け出された。
黒塚（くろづか）
声 - 石塚運昇
新潟の開業医。御景に追われる十夜を偶然保護した。その後、新潟に住み着いた妖と十夜の世話を焼く。開業前は東京の病院で脳神経を専門にしていた。
神宮寺辰造（じんぐうじ たつぞう）
声 - 伊井篤史
十夜の育ての親。出所したことを孫娘に告げず、十夜を見つけるまで独りで暮らしていた。

### 小説の登場人物
神宮寺舞（じんぐうじ まい）
「Episode of Tooya」に登場。
辰造の孫娘。東京にいた頃、妖たちと知り合い仲良くなる。天女シエルの生まれ変わりで、異性を魅了する特殊体質を持つ。自分に惹かれない十夜に好意を持ち、彼への気持ちがきっかけでシエルが覚醒する。しかし十夜にとっての天女が妖だと知りショックを受ける。
シエル
「Episode of Tooya」に登場。
もう1人の神宮寺舞。羽衣を探している。
誠人（まさと）
「Episode of Tooya」に登場。
舞の幼馴染。小さい頃から舞が好きだが、舞の特殊体質のせいもあって信じてもらえず相手にされない。
天久満（あめく みちる）
「Episode of Shuro」に登場。
ドイツ育ちで高1の頃に珠呂たちの学校へ転校してきた。「GeSANG」（ドイツ語で「海」）の名付け親で、2人が無名の頃に様々な所で歌えるように走り回る。珠呂と敬と別れてからは覆面歌手「Liebe」（ドイツ語で「愛」）として活動していたCゲノマーでもあり、司家とは遠い親戚のため、天女に変身した姿は珠呂が変身した姿と同じだった。珠呂が女性だとは知らず、珠呂に好意を寄せていた。敬と同じく死亡している。
久島沙羅（くしま さら）
「Episode of Aki」に登場。
少年時代の明ら家族が八丈島で出会った少女。同い年の明・妖と仲良くなる。明に好意を持つ。実はミカギのことが好きだった「クマラ」の生まれ変わり。明との再会後、記憶が蘇り、クマラと体の主導権を争うものの、最終的にクマラに勝った。
クマラ
「Episode of Aki」に登場。
もう1人の久島沙羅。ミカギに想いを寄せていたが、結ばれることはなかった。
御景未来（みかげ みく）
「Episode of Miku」に登場。
妖と十夜の一人娘。父親似。自分の羽衣を持っている。
チドリ
「Episode of Miku」に登場。
来間千鳥の遺伝子上の子供。千鳥の記憶が蘇り、翔太に会うものの拒絶された。
シオリ
「Episode of Miku」に登場。
名前はアレクの好きなゲームのヒロインが由来。天女遺伝子上の子供であるが、自分の親が誰かも分からず絶望する。妖たちのもとへ記憶喪失と偽り入り込む。アレクが育てた3人の娘の中で唯一、妖たちとは無関係である。親の記憶が蘇ることは無かったが、天女として覚醒する。しかし、未来や妖と違い羽衣が無いために衰弱する。
ミオリ
「Episode of Miku」に登場。
佐原美緒里の遺伝子上の子供。美緒里の記憶が蘇った際には、幸せに暮らしている妖に憎悪し、再び彼女に復讐しようとする。

## 用語
天女
本作のキーワード。御景各臣の調査によれば、正体は地球外高等生物（いわゆる宇宙人）とされる。天女の名称は、セレス（ケレス）が地球で最初に発見された小惑星の名称に使われているため、千鳥は2番目に発見された小惑星パラス、珠呂は3番目の小惑星ジュノーと呼ばれている。4番目や5番目とベスタ、アストラエア、ヘーベ、イリスとなるので、その名前のCゲノマーもいた筈である（天女に変化した順か、呪力の強度の順かは不明）。同じ天女の子孫、もしくは同等のタイプで括られる場合は「TYPE-A・B・C…」とランク分けされている。
呪力
天女（の子孫）が駆使する一種の超能力。その力を人間に与えることは可能。
羽衣／マナ
各国で羽衣・白衣・毛皮・帯・髪飾りetc.に例えられている天女（もしくは女神etc.）の必須アイテム。これを持たずして天から降りてくる、もしくは天へ帰る天女の伝説もある。これが無ければ天女は衰弱し死にいたる。なお、キリスト教は「マナ」という空から降ってくる聖なる食べ物（?）があるらしいが、関係は不明。
天女に服従しまっせベルト
納涼が雄飛に贈った物。文字通り、天女に服従させるための拘束具。
C計画（セレスシャルプロジェクト）
強力な子孫を作り出すために始まった極秘計画。ラグナレクの協力を受けていたが、終盤ではミカギの暴走やCゲノマーの自害により計画は破綻した。
Cゲノマー
妖を始めとする、天女の血を引く子孫の女性の総称。専用の薬を使用することで能力を引き出されている。卵子を使用し、強力な子孫を作り出す材料にもなっていた。
ラグナレク（神々の黄昏）
御影家が籍を置く非政府連盟。各国の陰の実力者（言うなれば金持ちのサークル）。名前は担当者が付けた。様々な研究などに投資しており、C計画にもスポンサーとして協力。聖書などにある「最終戦争（アルマゲドン）」を意味したものらしいが、別に暇を持て余した集団なので、特に「黒幕」といえるほどの存在でもないらしい。
ホットおじさん
妖曰く、小田玖はこれに似ている。東洋水産発売のホットヌードルを指していると思われる。

## 書籍情報

### 単行本
1. 妖しのセレス（1996年12月、ISBN 4-09-136354-7）
2. 妖しのセレス（1997年4月、ISBN 4-09-136355-5）
3. 妖しのセレス（1997年7月、ISBN 4-09-136356-3）
4. 妖しのセレス（1997年10月、ISBN 4-09-136357-1）
5. 妖しのセレス（1997年12月、ISBN 4-09-136358-X）
6. 妖しのセレス（1998年4月、ISBN 4-09-136359-8）
7. 妖しのセレス（1998年6月、ISBN 4-09-136360-1）
8. 妖しのセレス（1998年9月、ISBN 4-09-137641-X）
9. 妖しのセレス（1999年1月、ISBN 4-09-137642-8）
10. 妖しのセレス（1999年4月、ISBN 4-09-137643-6）
11. 妖しのセレス（1999年7月、ISBN 4-09-137644-4）
12. 妖しのセレス（1999年10月、ISBN 4-09-137645-2）
13. 妖しのセレス（2000年1月、ISBN 4-09-137646-0）
14. 妖しのセレス（2000年4月、ISBN 4-09-137647-9）

### 文庫版
1. 妖しのセレス（2005年10月、ISBN 4-09-191691-0）
2. 妖しのセレス（2005年10月、ISBN 4-09-191692-9）
3. 妖しのセレス（2005年11月、ISBN 4-09-191693-7）
4. 妖しのセレス（2005年11月、ISBN 4-09-191694-5）
5. 妖しのセレス（2005年12月、ISBN 4-09-191695-3）
6. 妖しのセレス（2005年12月、ISBN 4-09-191696-1）
7. 妖しのセレス（2006年1月、ISBN 4-09-191697-X）

### 小説
原作・渡瀬悠宇 作者・西崎めぐみ（パレット文庫）
- 妖しのセレス Episode of Tooya （2000年6月、ISBN 4-09-421271-X）
- 妖しのセレス Episode of Shuro （2000年9月、ISBN 4-09-421272-8）
- 妖しのセレス Episode of Aki （2001年1月、ISBN 4-09-421273-6）
- 妖しのセレス Episode of Miku 上巻 （2001年6月、ISBN 4-09-421274-4）
- 妖しのセレス episode of Miku 中巻 （2001年7月、ISBN 4-09-421275-2）
- 妖しのセレス episode of Miku 下巻 （2001年8月、ISBN 4-09-421276-0）

## テレビアニメ
2000年4月20日から9月28日までWOWOWにて放送。全24話。

### スタッフ
- 原作 - 渡瀬悠宇（小学館「フラワーコミックス」）
- 監督 - 亀垣一
- 製作 - 山下暉人、渡辺繁、布川ゆうじ
- 企画 - 植田文郎、久保聡、本間道幸
- シリーズ構成 - 大橋志吉
- キャラクターデザイン - 本橋秀之
- 総作画監督 - 本橋秀之、北山真理
- サブデザイン - もりやまゆうじ、三好和也、宇佐美皓一、杉藤さゆり、奥田泰弘、鈴木奈都子、小木曽伸吾、高橋資祐
- 美術監督 - 高田茂祝
- 色彩設計 - いわみみか
- 撮影監督 - 石塚知義
- 編集 - 松村正宏
- 音楽 - 酒井良
- 音楽プロデューサー - 中村伸一
- 音響監督 - 高橋秀雄
- 制作プロデューサー - 三上孝一
- 製作 - 小学館、バンダイビジュアル、ぴえろ

### 主題歌
オープニングテーマ「スカーレット」
作詞 - 高橋研 / 作曲 - 澤近泰輔 / 編曲 - 山本はるきち / 歌 - 岩男潤子
エンディングテーマ
「ONE〜この世が果てても離れない〜」（第1話 - 第15話）
作詞 - 森由里子 / 作曲・編曲 - 酒井良 / 歌 - DAY-BREAK
「Cross My Heart」（第16話 - 第23話）
作詞 - 森由里子 / 作曲・編曲 - 酒井良 / 歌 - DAY-BREAK
挿入歌「無限の風」
作詞 - 森雪之丞 / 作曲・編曲 - 酒井良 / 歌 - GeSANG

### 各話リスト
| 話 | 放送日         | サブタイトル             | 脚本     | 絵コンテ        | 演出       | 作画監督 |
| -- | -------------- | ------------------------ | -------- | --------------- | ---------- | -------- |
| 1  | 2000年 4月20日 | 16の星と月が巡る日       | 大橋志吉 | 青木佐恵子      | 亀垣一     | 本橋秀之 |
| 2  | 4月27日        | 天女のファーストキス     | 大橋志吉 | 西澤晋          | 西澤晋     | 本橋秀之 |
| 3  | 5月11日        | 下界へ降りし者           | 大橋志吉 | 亀垣一          | 亀垣一     | 本橋秀之 |
| 4  | 5月18日        | 奪われた羽衣             | 大橋志吉 | わたなべひろし  | 青木佐恵子 | 本橋秀之 |
| 5  | 5月25日        | 十夜の宿命               | 大橋志吉 | わたなべひろし  | 亀垣一     | 本橋秀之 |
| 6  | 6月1日         | Cプロジェクト            | 大橋志吉 | 西澤晋          | 西澤晋     | 本橋秀之 |
| 7  | 6月8日         | 目覚めたCゲノマー        | 大橋志吉 | 神谷純 亀垣一   | 高瀬節夫   | 本橋秀之 |
| 8  | 6月15日        | 御影家の陰謀             | 富田祐弘 | 西澤晋          | 山崎隆     | 松下純子 |
| 9  | 6月15日        | 天女の誓い               | 大橋志吉 | 青木佐恵子      | 松浦錠平   | 平岡正幸 |
| 10 | 6月22日        | 千鳥の飛翔               | 富田祐弘 | わたなべひろし  | 亀垣一     | 本橋秀之 |
| 11 | 6月29日        | うごきだす気持（こころ） | 大橋志吉 | 西澤晋          | 青木佐恵子 | 本橋秀之 |
| 12 | 7月6日         | 銀のチョーカー           | 大橋志吉 | 西澤晋          | 西澤晋     | 本橋秀之 |
| 13 | 7月13日        | 御影家の御神体           | 大橋志吉 | 西澤晋          | 高瀬節夫   | 本橋秀之 |
| 14 | 7月27日        | 覚醒した始祖             | 富田祐弘 | 西澤晋          | 林有紀     | 本橋秀之 |
| 15 | 8月3日         | 十夜の過去               | 大橋志吉 | 亀垣一          | 亀垣一     | 本橋秀之 |
| 16 | 8月10日        | もうひとりのセレス       | 大橋志吉 | 西澤晋          | 西澤晋     | 本橋秀之 |
| 17 | 8月24日        | 魅きよせられる愛         | 大橋志吉 | 増井壮一 西澤晋 | 高瀬節夫   | 本橋秀之 |
| 18 | 8月24日        | つかの間の幸せ           | 大橋志吉 | 林有紀          | 林有紀     | 本橋秀之 |
| 19 | 8月31日        | 千鳥の告白               | 大橋志吉 | 西澤晋          | 亀垣一     | 本橋秀之 |
| 20 | 9月7日         | 十夜死す                 | 大橋志吉 | 西澤晋          | 西澤晋     | 本橋秀之 |
| 21 | 9月14日        | いにしえの天女           | 大橋志吉 | 西澤晋          | 高瀬節夫   | 本橋秀之 |
| 22 | 9月21日        | 復讐の歌声               | 大橋志吉 | 林有紀          | 林有紀     | 本橋秀之 |
| 23 | 9月28日        | 甦ったミカギ             | 大橋志吉 | 西澤晋          | 西澤晋     | 本橋秀之 |
| 24 | 9月28日        | 決着をつける時           | 大橋志吉 | 亀垣一          | 亀垣一     | 本橋秀之 |

### 関連商品

#### サウンドトラック
- 『妖しのセレス オリジナル・サウンドトラック』（2000年6月21日、ポニーキャニオン）
- 『妖しのセレス オリジナル・サウンドトラック Vol.2』（2000年9月20日、ポニーキャニオン）
- 『妖しのセレス オリジナル・サウンドトラック Vol.3』（2000年12月6日、ポニーキャニオン）
- 『妖しのセレス ドラマアルバム 天女の歌声〜The Hevenly Voice〜』（2000年10月4日、ポニーキャニオン）